# Ned Rothenberg
Ned Rothenberg (* 15. září 1956 Boston, Massachusetts, USA) je americký saxofonista, flétnista, klarinetista a hudební skladatel. Studoval na Oberlin College a později spolu s J. D. Parranem a Robertem Dickem je členem tria New Winds. Vedle nich spolupracoval například s Fredem Frithem, Elliottem Sharpem, Marcem Ribotem nebo Johnem Zornem.